# Modelarstwo redukcyjne

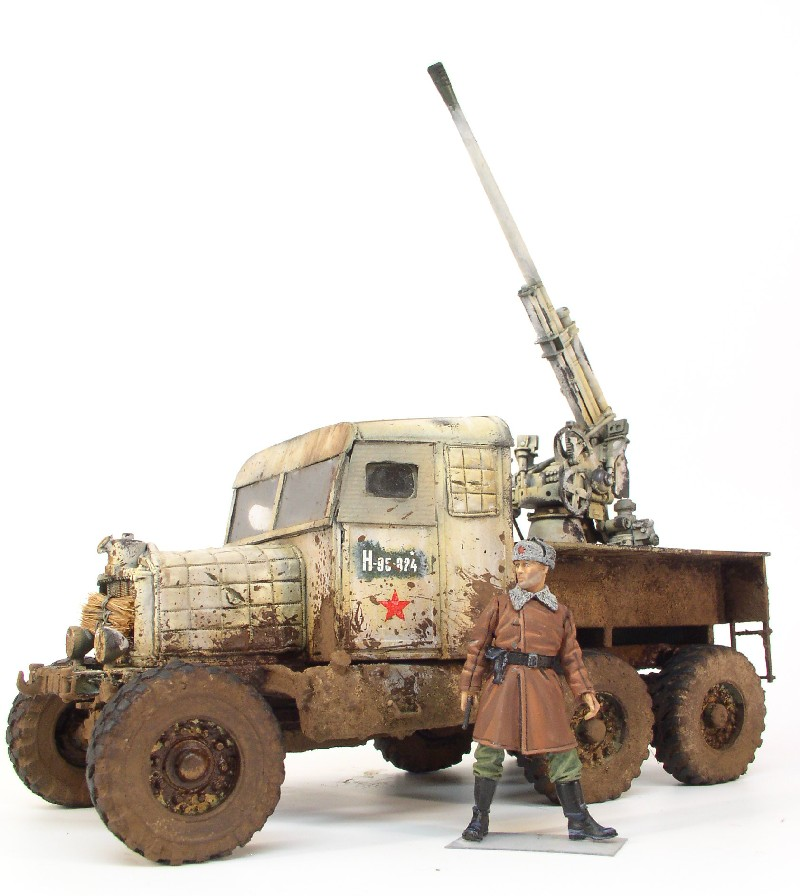
Model redukcyjny sowieckiego pojazdu z działem przeciwlotniczym, skala 1/35

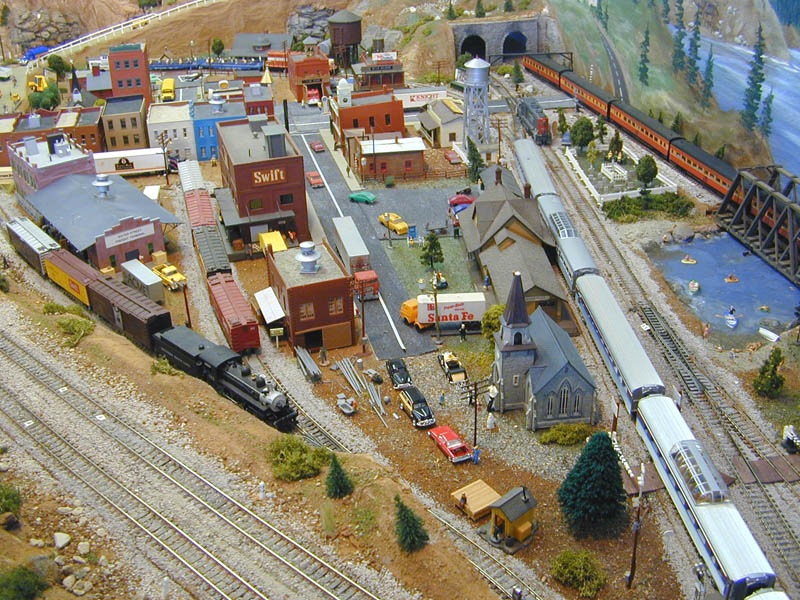
Fragment makiety kolejowej w skali H0

Modelarstwo redukcyjne – sposób spędzania wolnego czasu, polegający na wiernym odtwarzaniu rzeczywistości na podstawie obserwacji otoczenia, obiektów i sytuacji, ale także wewnętrznych emocji autora dzieła modelarskiego. To budowa możliwie wiernych kopii obiektów, które istniały, lub istnieją w rzeczywistości – wykonanych w określonej skali pomniejszenia. I tak np. modele redukcyjne są wykonane najczęściej z plastiku (najbardziej popularne są zestawy fabryczne w skalach 1:72, 1:48 i 1:35 w częściach do samodzielnego sklejania i malowania). Bardziej doświadczeni modelarze niejednokrotnie budują modele od podstaw, bez użycia gotowych zestawów, na podstawie planów i zdjęć obiektów rzeczywistych.
Nie mniej popularnym materiałem w modelarstwie redukcyjnym jest karton. Modele kartonowe wydawane są w formie broszur lub większych zeszytów z elementami do wycinania i samodzielnego kształtowania (np. wydawnictwo "Mały Modelarz").
Istotną cechą różniącą modelarstwo redukcyjne od innych form modelarstwa jest jego zazwyczaj stacjonarny charakter – modele redukcyjne zwykle nie latają, nie pływają, nie jeżdżą. Innymi słowy są statyczne, ale dzięki temu można w nich pokazać wszystko, co jest w prawdziwym obiekcie, niejednokrotnie z ogromną dokładnością. Istnieje również podgrupa modeli redukcyjnych wyposażonych w napęd. Są to modele redukcyjno-latające, redukcyjno-pływające, redukcyjno-jeżdżące. Niektóre modele redukcyjne są budowane tylko z niewielkim użyciem elementów fabrycznych. Do ich tworzenia wykorzystuje się różne materiały – polistyren, metale kolorowe, żywicę, drewno i wiele innych. Prace nad takim modelem mogą zająć nawet kilka lat.
W modelarstwie redukcyjnym często wykorzystywane są materiały, techniki i narzędzia charakterystyczne dla dziedzin z pozoru zupełnie z nim niezwiązanych, takich jak jubilerstwo, elektronika, malarstwo, rzeźbiarstwo.

## Dziedziny modelarstwa redukcyjnego

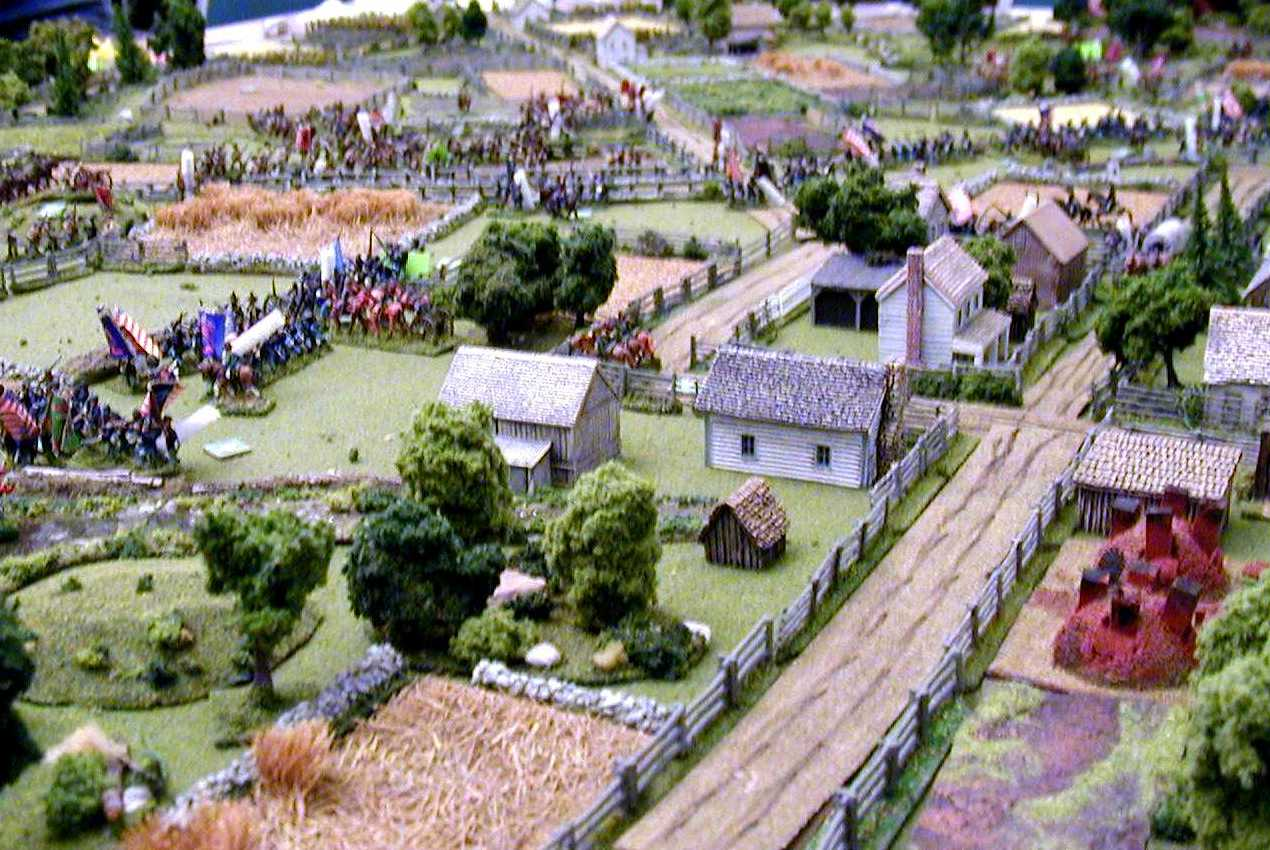
Fragment dioramy dla potrzeb wargamingu, okres wojny secesyjnej

W modelarstwie redukcyjnym wyróżnić można kilka dziedzin, w zależności od tematyki budowanych miniatur. Najbardziej popularne są:
- samoloty
- pojazdy wojskowe
- pojazdy cywilne
- statki i okręty
- figurki
- kolej
- dioramy i winiety

## Techniki, narzędzia, materiały
- materiały do budowy modelu
  - plastik/polistyren
  - żywica poliuretanowa
  - elementy fototrawione
  - Papier i karton
  - Drewno

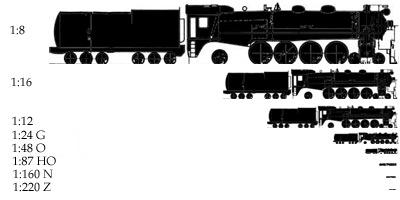
Porównanie modeli kolejowych w najpopularniejszych skalach

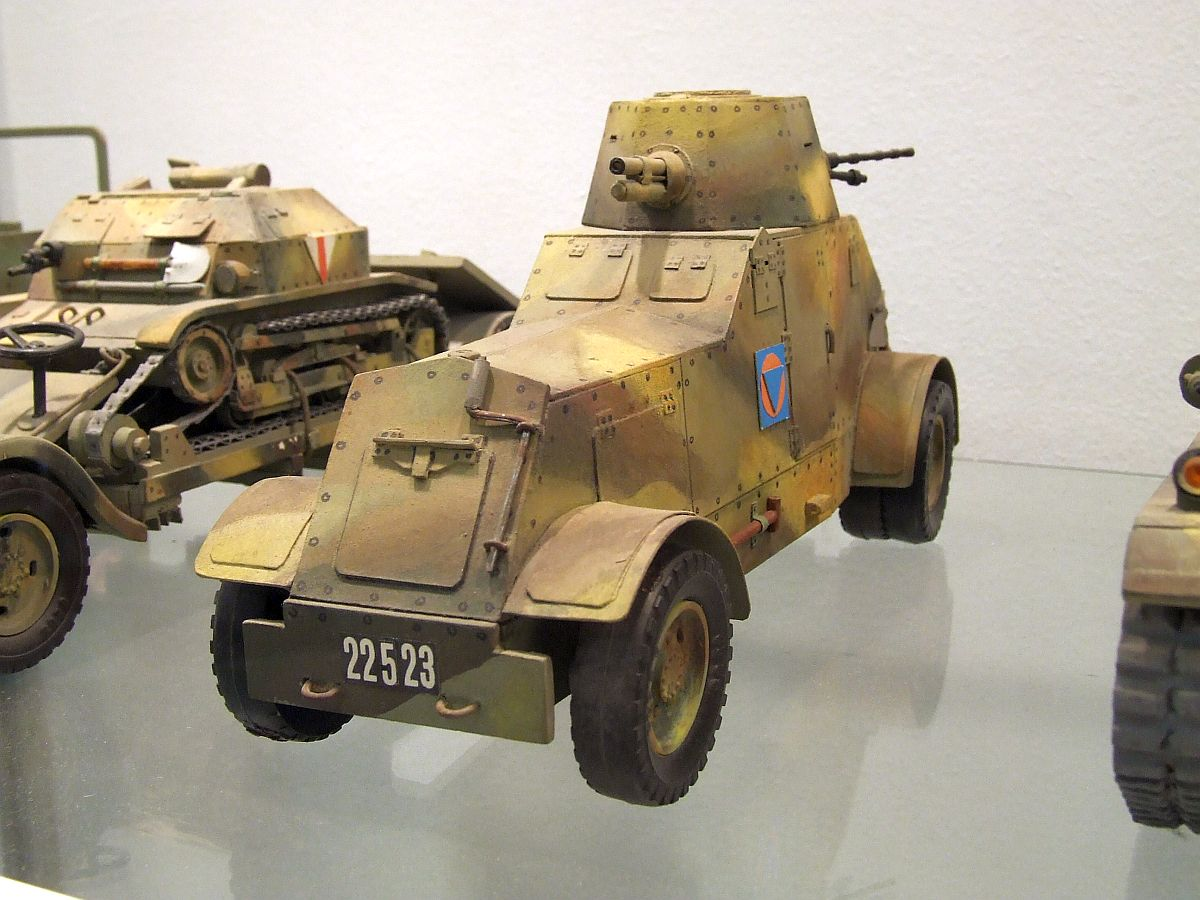
Samochód pancerny wz. 29, model Henryka Smacznego, Muzeum Techniki

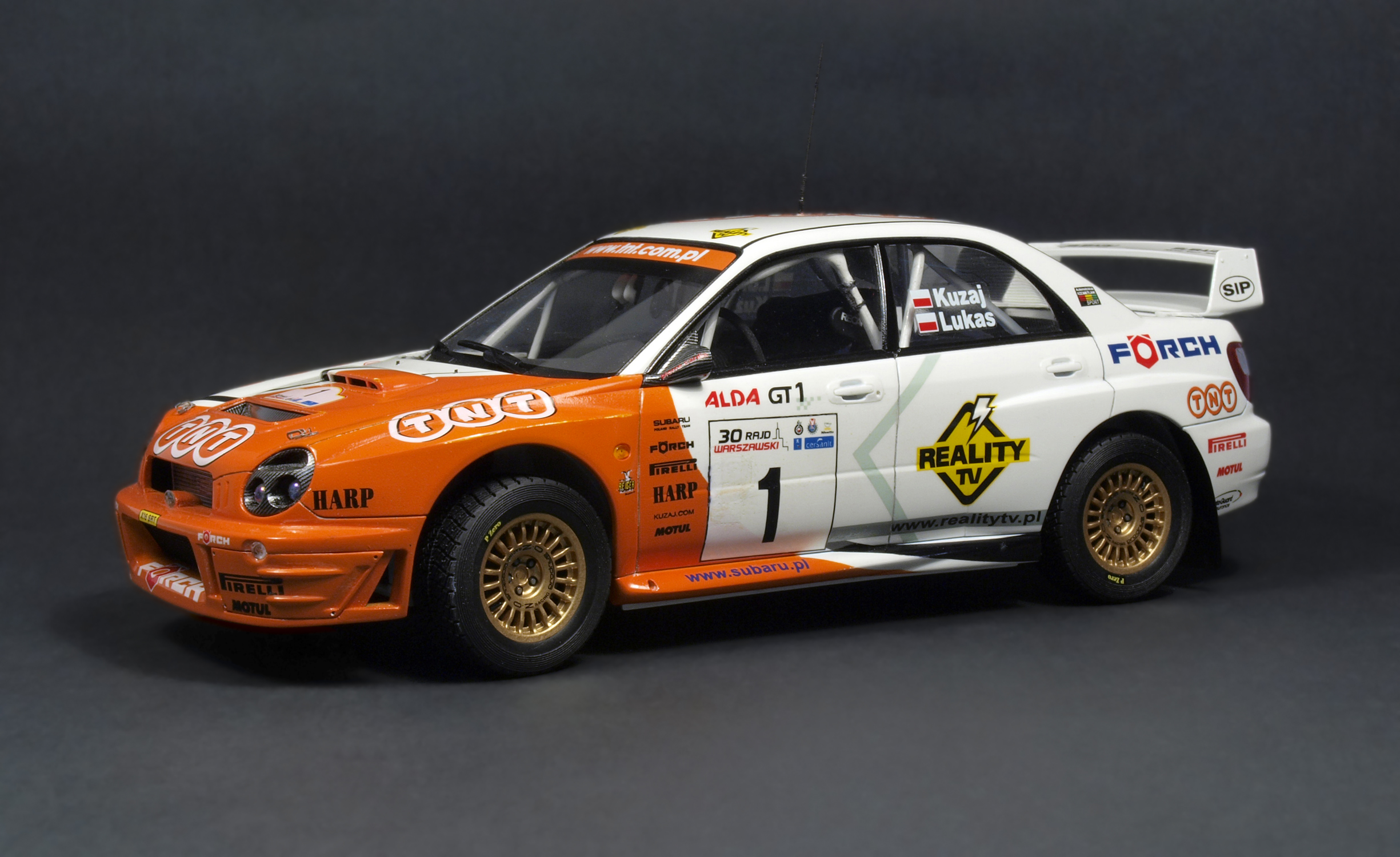
Model Subaru Impreza WRC 2001 w skali 1:24

- narzędzia niezbędne lub pomocne w budowie modeli
  - klej
  - szpachlówka
  - skalpel
  - papier ścierny
  - pilnik
  - piła włosowa
  - wiertarka
  - multiszlifierka
- malowanie
  - farby i inne materiały
    - emalie
    - akryle
    - kalkomanie
    - płyny do układania kalkomanii
    - substancje do usuwania farby
    - taśmy i płyny maskujące

  - narzędzia
    - pędzle
    - aerograf
- efekty specjalne
  - materiały i narzędzia
    - pigmenty
    - filtry
    - farby olejne

  - techniki
    - wash
    - rain marks
    - drybrushing
    - flokowanie

  - zestawy waloryzujące i konwersje do modeli

## Społeczność

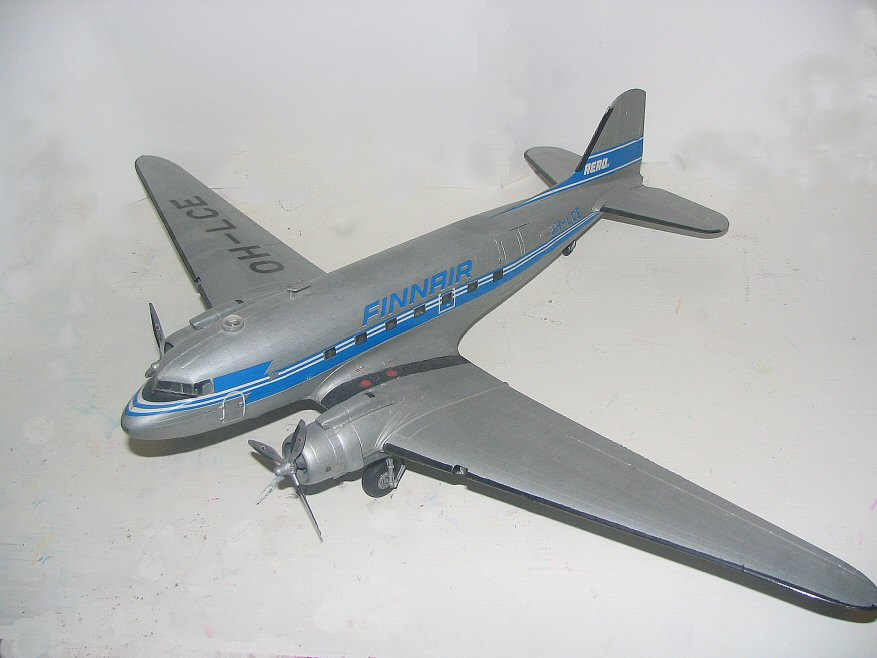
Model DC-3 w barwach Finnair.

Aktywność modelarzy nie sprowadza się jedynie do samej budowy modeli. Działają oni w klubach, modelarniach, stowarzyszeniach, wymieniają się swoimi doświadczeniami na internetowych forach dyskusyjnych, publikują swoje prace w książkach i prasie branżowej. Niemałą rolę w życiu świata modelarskiego odgrywają konkursy, wystawy i inne spotkania
Największa międzynarodową organizacją modelarską jest IPMS (International Plastic Modeler's Society). Oparta jest ona na sieci krajowych i regionalnych struktur/klubów.
Wielu modelarzy swoją pasję łączy z rywalizacją podobną sportowej. Rywalizują oni w licznych konkursach, w których przyznawane są nagrody w różnych klasach i kategoriach. 
Modelarstwo redukcyjne to nie tylko hobby, sposób spędzania wolnego czasu. Z uwagi na liczne walory edukacyjne, rozwijanie umiejętności manualnych, technicznych, plastycznych, bezapelacyjnie przypisać mu można funkcję kulturalno-oświatową.
W Polsce jednym z najbardziej utytułowanych modelarzy redukcyjnych jest Andrzej Ziober, dziennikarz czasopisma Skrzydlata Polska. Od wielu lat uczestniczy w konkursach i wystawach modeli redukcyjnych za granicą, gdzie jego modele nagradzane są najbardziej prestiżowymi tytułami i nagrodami. W Polsce, jako jedyny modelarz redukcyjny nagrodzony w 2004 r. Dyplomem Błękitnych Skrzydeł – najbardziej prestiżowym honorowym wyróżnieniem lotniczym w Polsce ustanowionym przez redakcję Skrzydlatej Polski.